# Platy (ö i Sporaderna)
Platy (grekiska: Πλατύ) är en mindre ö i Grekland. Den ligger strax söder om Skyros och väster om Sarakino, i ögruppen Sporaderna och regionen Grekiska fastlandet, i den östra delen av landet, 110 km nordost om huvudstaden Aten.